# Danmarks Kommunistiske Ungdomsforbund
Danmarks Kommunistiske Ungdomsfront (forkortet DKU), er en ungdomsorgansation til partiet APK, som blev stiftet i april 1999. De er stiftet for at skabe et socialistisk Danmark.
Ungdomsorganisationens formand er Cathrine Frederikke Pedersen, som overtog formands posten efter Trols Riis Larsen gik af i 2005, han havde været formand siden stiftelsen af ungdomsorganisationen.